# Doğanyurt (district)
Doğanyurt is een Turks district in de provincie Kastamonu en telt 7.446 inwoners (2011). Het district heeft een oppervlakte van 253,5 km². Hoofdplaats is Doğanyurt.
De bevolkingsontwikkeling van het district is weergegeven in onderstaande tabel.
| 1997  | 2000  | 2007  | 2011  |
| ----- | ----- | ----- | ----- |
| 9.763 | 9.668 | 8.940 | 7.446 |